# لهاية
اللَهّاية أو المَصّاصة أو المُسَكِّتة أو البزَّازة أو الحلمة الصناعية هي أداة يمصها الرضيع لإلهائه.
يقوم بعض الأطفال بمص أصابعهم حتى قبل أن يولدوا. لذا يساعد مصّ اللهاية معظم الأطفال على النوم والاسترخاء كما يخفف من انزعاجهم وبكائهم. يعد مصّ اللهاية أو المصاصة واسع الانتشار، كما أن استخدامها في ازدياد مستمر. وقد قيل أن استخدام اللّهاية من ضمن الإرشادات اللازمة لمنع متلازمة موت المهد حتى أن المزيد من الآباء والأمهات قد بدأوا استعمالها مع أطفالهم أكثر من ذي قبل.
يبدأ الأهل عادة باستخدام اللّهاية عندما يصبح الطفل في شهره الثاني أو الثالث. تشير الدلائل إلى ميل الآباء والأمهات إلى استخدام اللهاية إذا كان الطفل هو طفلهما الأول وإذا كان صبياً.

## نبذة تاريخية

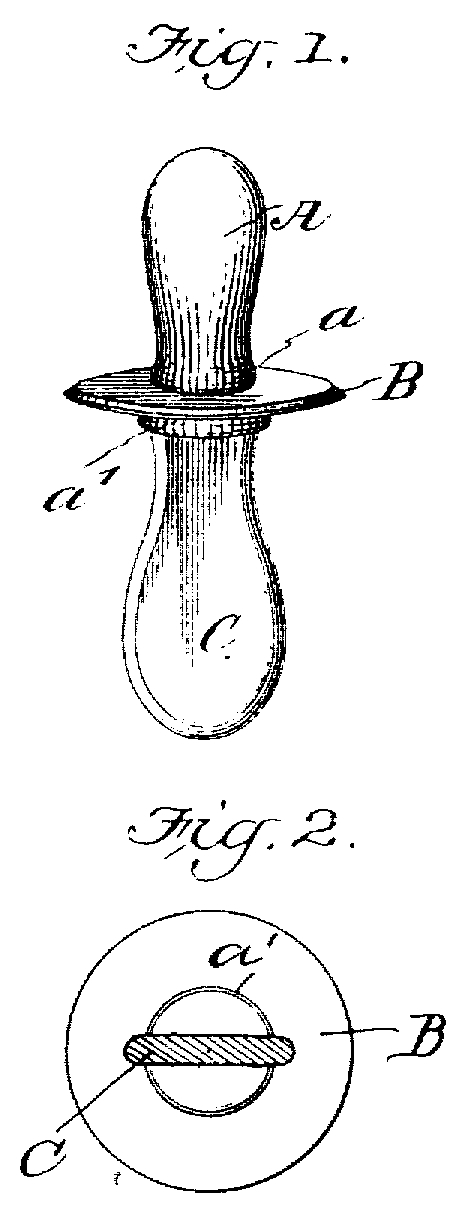
تصميم لهاية طفل - 1900

وذكرت اللهايات لأول مرة في الأدبيات الطبية عام 1473 وصفها الطبيب الألماني بارثولوماوس Metlinger في كتابه  Kinderbüchlein ، بعنوان على طبعات لاحقة باسم  فوج دير JUNGEN كيندر '(«دليل بشأن الأطفال الصغار»).
في الماضي، كان من الممكن تعريف اللهاية بأنها أي غرض يعطى للطفل ويكون مصّه آمناً، مثل حلقات التسنين أو الشخشيخة ذات الحواف المستديرة. في الوقت الحالي، تعتبر اللهاية عبارة عن حلمة من السيليكون أو المطاط مع واقٍ للفم من البلاستيك أو السيليكون ومسكه بيد. تعتبر اللهاية المصنوعة من مادة اللاتيكس (مستحلب مطاطي) أكثر طراوة وليونة من السيليكون ولكنها ذات عمر أقصر. إن اللهاية الحديثة آمنة الاستعمال ويمكن تعقيمها بسهولة، كما أن واقي الفم يمنع الاختناق أو ابتلاعها.
يمكنك شراء اللهاية بمفردها أو كهدية مع شرائك مجموعة من زجاجات الرضاعة. وتأخذ اللهاية الطبية شكلاً يشجع الرضيع على المصّ بنفس الطريقة التي يمصّ بها عند الرضاعة الطبيعية

## مزايا استخدام اللهاية
إن الميزة الأساسية بالنسبة للآباء والأمهات هي أن اللهاية تهدئ طفلهما وتساعده على الخلود إلى النوم. قد يساعد مصّ اللهاية على التخفيف من الألم، وهو السبب وراء لجوء الآباء والأمهات إليها عندما يعاني الطفل من المغص. وقد تمّ الربط حديثاً بين استخدام اللّهاية ومنع حدوث متلازمة موت المهد.
قد يساعد مصّ اللهاية بعض الأطفال المبتسرين (الخدّج أي المولودين قبل الأوان) . إذا تم اعطائهم لهاية من أجل مصّها قبل الرضعات، فهذا يسهل ويسرّع انتقالهم من الأنبوب إلى الرضاعة بالزجاجة (القنينة أو الرضّاعة)، فيتمكنون من الرضاعة بصورة أفضل من الزجاجة. بالإضافة إلى أن استخدام اللّهاية قد يعني قضاء الأطفال الخدّج مدة أقصر في المستشفى. ربما يساعد إعطاء لهّاية للأطفال الخدّج قبل الرضعات على تهدئتهم خلال الرضعات وبعدها.
- يشعر الأطفال بالسعادة والتسلية عند مص اللهاية.
- تساعد اللهاية طفلك على النوم بسرعة.
- تخفف اللهاية من الإرهاق والدوار وإلتهاب الأذن الوسطى أثناء ركوب الطائرة.
- تقلل من خطر موت الأطفال الرضع.
- يمكن التخلص من عادة مص اللهاية في وقت أقل وسهولة أكبر من التخلص من عادة مص الإصبع مثلاً.

لكن بالنسبة للأم التي تريد إرضاع طفلها رضاعة طبيعية، قد تفضل تشجيعه على تقوية مهارته في المصّ من خلال تركه يمصّ ثدييها الفارغين بعد الرضاعة بدلاً من مصّ اللّهاية.

## عيوب استخدام اللهاية
1. زيادة احتمال الإصابة بالتهابات الأذن توجد علاقة مثبتة ما بين استخدام اللهاية بكثرة والإصابة بالتهابات الأذن الوسطى. وهناك اعتقاد بأن مصّ اللّهاية يزيد من احتمالات الإصابة بعدوى تصل إلى قناة أوستاكي (إستاكيوس) (وهي القناة المملؤة بالهواء التي تصل الأذن الوسطي بمؤخرة الحلق)، وذلك رجوعاً من فم طفلك. لذا يجب قصر استعمال اللّهاية على أوقات النوم فقط لتجنب مثل هذه المشاكل.
2. إمكانية التسبب بالتهابات المعدة والالتهابات الأخرى- ثمة علاقة بين استخدام اللّهاية وازدياد مخاطر الإصابة بأعراض مثل القيء (الاستفراغ)، وارتفاع درجة الحرارة (الحمّى)، والإسهال والمغص.
3. احتمال ظهور مشاكل في الأسنان مع استخدام اللّهاية لفترات طويلة لا ينصح باستخدام اللّهاية أو مصّ الإبهام، لأنه قد ينتج عن كليهما مشاكل في نمو وتطور الأسنان، وخاصة إذا استمر طفلك في اتباع هذه الطريقة لبعث الراحة في نفسه إلى حين ظهور الأسنان الدائمة.
4. مشاكل الكلام يمنع استخدام اللّهاية الأطفال من الثرثرة، وهي خطوة هامة على طريق تعلّم الكلام، كما أنها لا تشجع الأطفال الدارجين على إجراء الحوار وهو ما يحتاجونه كي تتطور لديهم المهارات اللغوية.
5. تأثير استخدام اللّهاية بصورة يومية سلباً على الرضاعة الطبيعية هناك دليل قوي يشير إلى أن السيدات اللاتي يستخدمن اللهاية هن أكثر عرضة إلى فطام أطفالهن عن الرضاعة الطبيعية قبل اللاتي يرضعن أطفالهن رضاعة طبيعية ولا يستخدمن اللهاية بصفة يومية. كما تمّ الربط أيضاً بين استخدام اللّهاية والاعتماد على الرضاعة الطبيعية وحدها لمدة قصيرة من الوقت وبينانخفاض كمية الحليب (اللبن) عندما ينهي الطفل شهره الأول.
6. يكثر الجدل حول احتمال تأثير اللّهاية على انقطاع الأمهات عن الرضاعة الطبيعية. ويرى البعض أن الأمهات يستخدمن اللهاية بسبب مواجهتهن لمشاكل في الرضاعة الطبيعية أو بسبب عدم رغبتهن الفعلية في إرضاع أطفالهن رضاعة طبيعية. بينما يعتقد آخرون أن الأطفال الرضّع يجدون صعوبة في التحول من مصّ اللّهاية أو أي حلمة صناعية إلى مصّ الثدي مرة أخرى وتسمى هذه الحالة أحياناً الحيرة في الاستدلال على الحلمة. يجادل فريق آخر في أن مصّ اللّهاية بدلاً من الثدي يؤدي إلى تخفيض تحفيز الثدي على إفراز هرمون البرولاكتين ما ينتج بالتالي انخفاضاً في مخزون الحليب. تقول السيدات اللاتي توقفن عن الرضاعة الطبيعية خلال الأشهر الستة الأولى إن سبب التوقف يرجع إلى «نقص الحليب».

مهما كانت الأسباب، لقد تم ربط استخدام اللّهاية بصفة يومية بالتوقف عن الرضاعة الطبيعية قبل بلوغ الطفل ثلاثة أشهر من العمر. وقد حذرت منظمة اليونيسيف تحذيراً شديداً من استخدام اللّهاية مع الرضاعة الطبيعية.

## بعض النصائح
1. لا تجبري طفلك على أخذ اللهاية إذا لم يكن يرغب في مصها.
2. من الأفضل إعطاء اللهاية لطفلك عند وقت النوم، ولكن إذا كان لا يزال صغيراً إحرصي على الإستيقاظ أثناء الليل حتى تضعي اللهاية في فمه في حال سقطت.
3. لا تقومي بربط شريط اللهاية على سرير طفلك أو عنقه لأنها قد تسبب له الإذى.
4. لا تقومي بتأخير وقت طعام طفلك من خلال إعطائه اللهاية بل قدميها إليه فقط عندما تتأكدين من أنه ليس جائعاً.
5. بعض اللهايات تحتوي على تاريخ انتهاء صلاحية لذا إنتبهي لتاريخها وعند تغيير لون اللهاية أو تمزقها، قومي برميها فوراً.
6. قومي بتنظيف اللهاية قبل إعطائها لطفلك وبخاصة في الأشهر الأولى إلى أن يبلغ 6 أشهر فتصبح مناعة جسمه أقوى.
7. يجب أن يكون حجم اللهاية مناسباً لطفلك حتى لا تسبب له الاختناق، وكذلك تأكدي من عدم وقوع أجزاء منها بغية ألا تسبب له الأذى.

## وصلات خارجية
- "Who Made That Pacifier?", by DASHKA SLATER, New York Times Magazine, JUNE 20, 2014
- Information for parents on preventing middle ear infections from PubMed Health